# Музей паперового виробництва (Душники-Здруй)
 Пам'ятка історії (Польща)
Музей паперового виробництва (пол. Muzeum Papiernictwa) — музей, розташований у місті Душники-Здруй, Нижньосілезьке воєводство, Польща. Зареєстрований у Державному реєстрі музеїв. Має охоронний статус Пам'ятка історії. Музей розташований у будівлі XVII століття, в якій містилося паперове виробництво. У музеї діють постійні виставки, присвячені історії виробництва паперу, його роль в історії розвитку цивілізації і використання в повсякденному житті. 

## Історія
Традиція виготовлення паперу у місті Душники-Здруй сягає XVI століття. Перша згадка про фабрику з виробництва паперу в місті належить до 1562 року. У 1601 році паперову фабрику було зруйновано вщент. 1605 року фабрику було відбудовано. Розквіт паперової фабрики припав до кінця XVIII століття. У XIX столітті виробництво паперу на фабриці стало приходити в занепад. У 1905 році була зроблена спроба збільшити виробництво паперу, коли власник фабрики встановив в ній новий паперовий прес. У 20-і роки XX століття виробництво паперу на фабриці остаточно припинилося і її передали у власність муніципалітету. 
У 60-і роки XX століття у будівлі були встановлені різні антикварні верстати для виробництву паперу. 26 липня 1968 року відбулося відкриття музею.
10 жовтня 2008 року музей був нагороджений срібною медаллю «Gloria Artis» Міністерства культури і національної спадщини.
20 вересня 2011 року будівлю фабрики паперового виробництва було внесено до реєстру пам'яток історії Польщі.

## Світлини

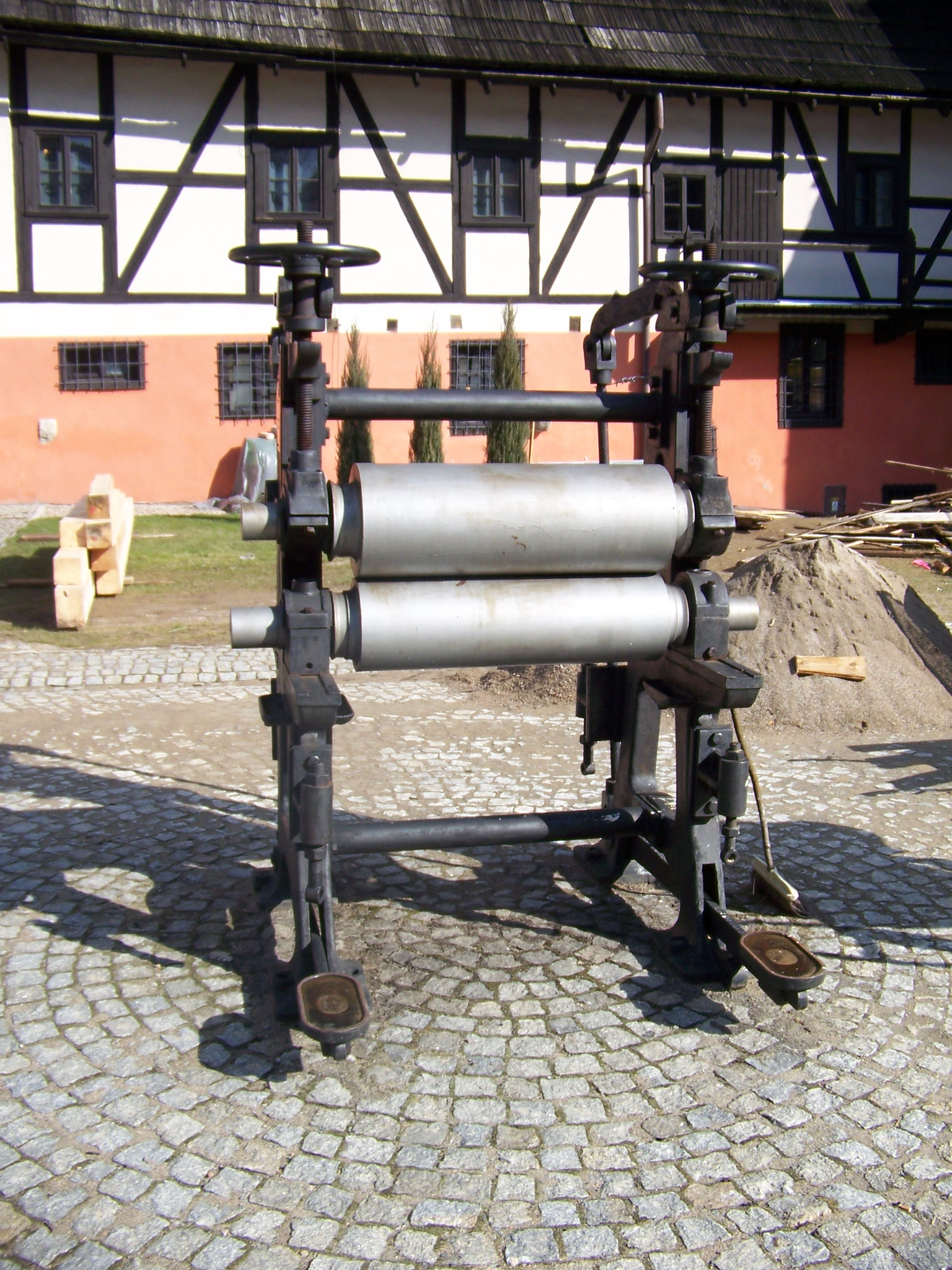
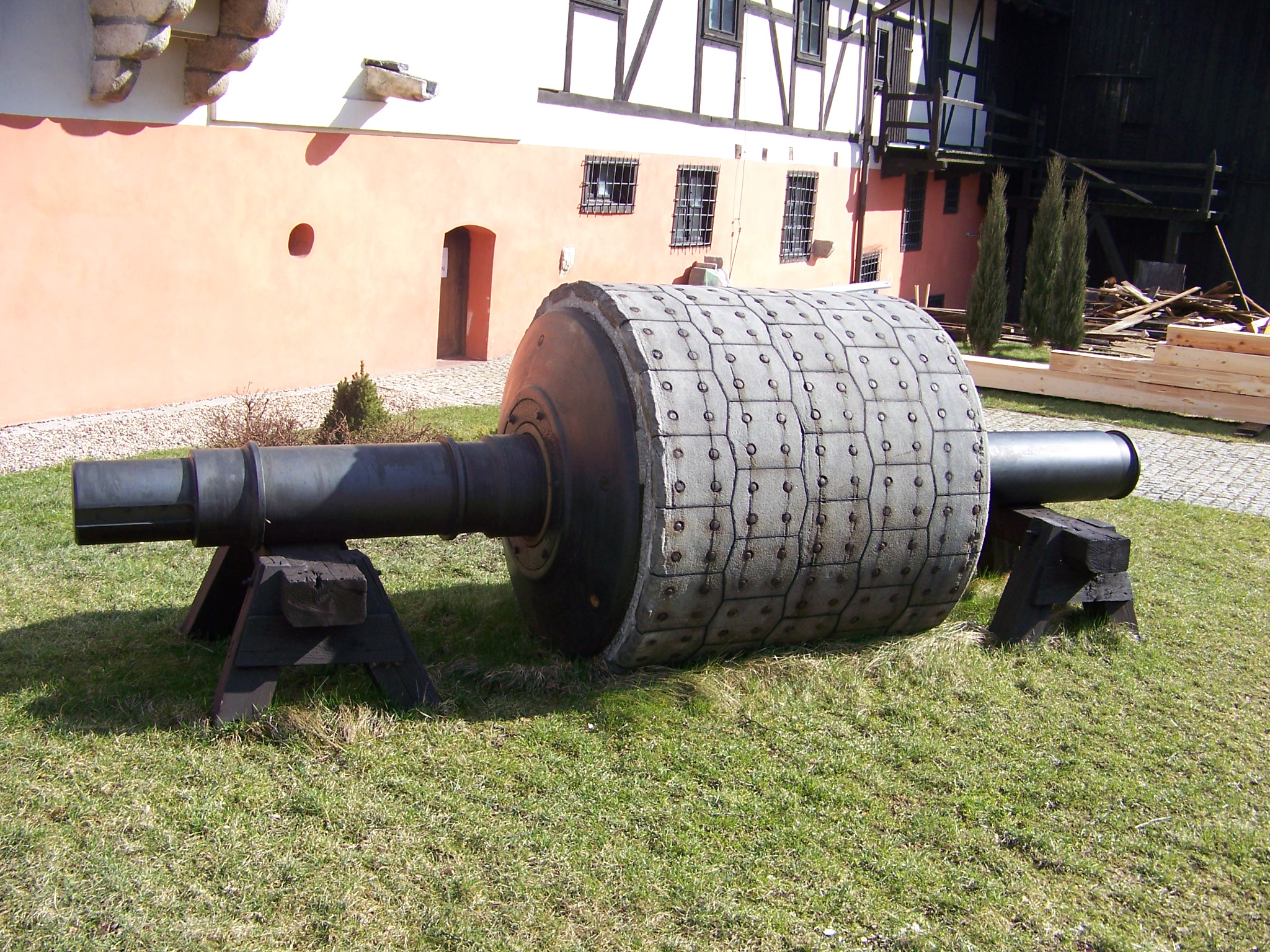
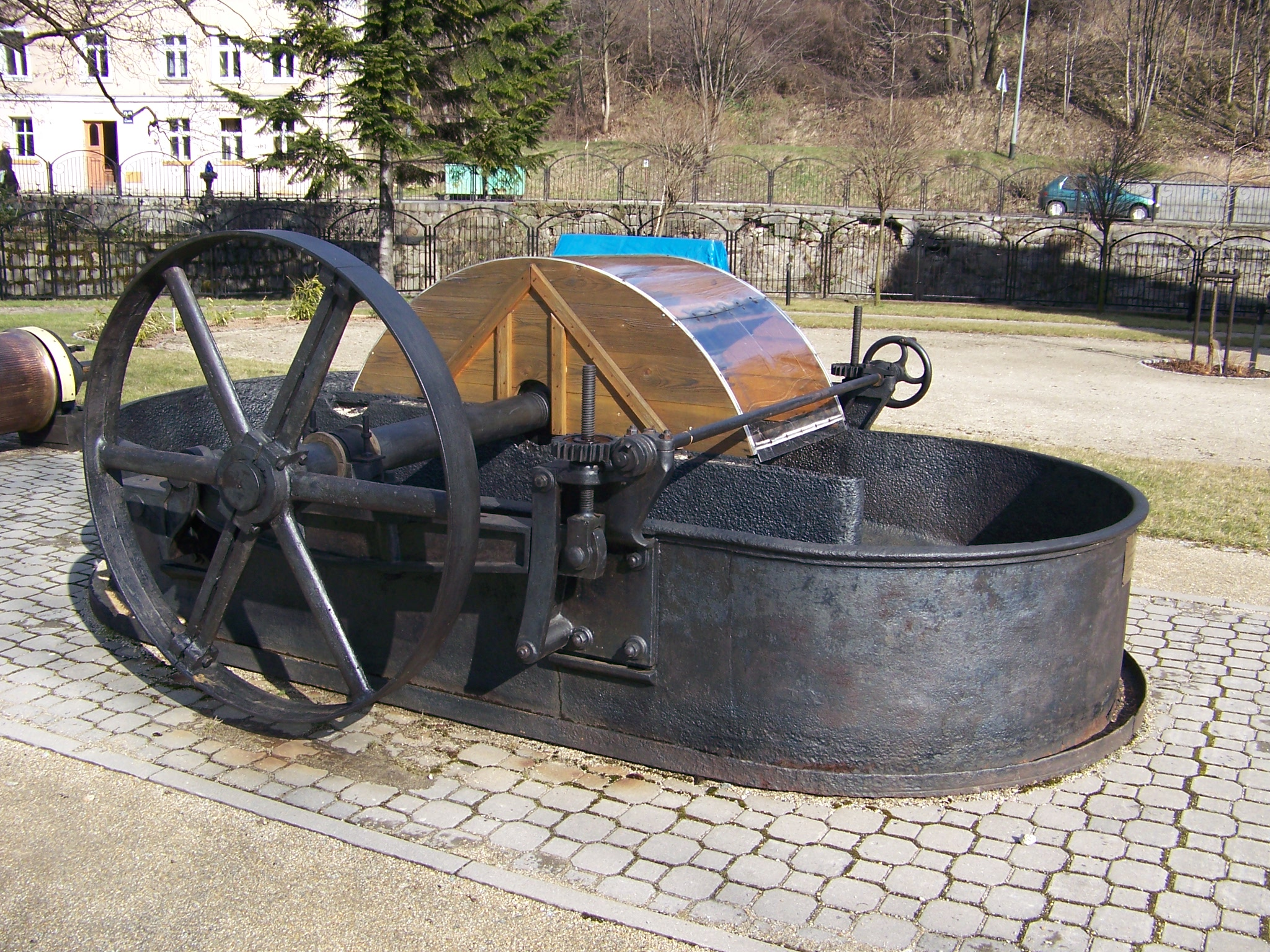
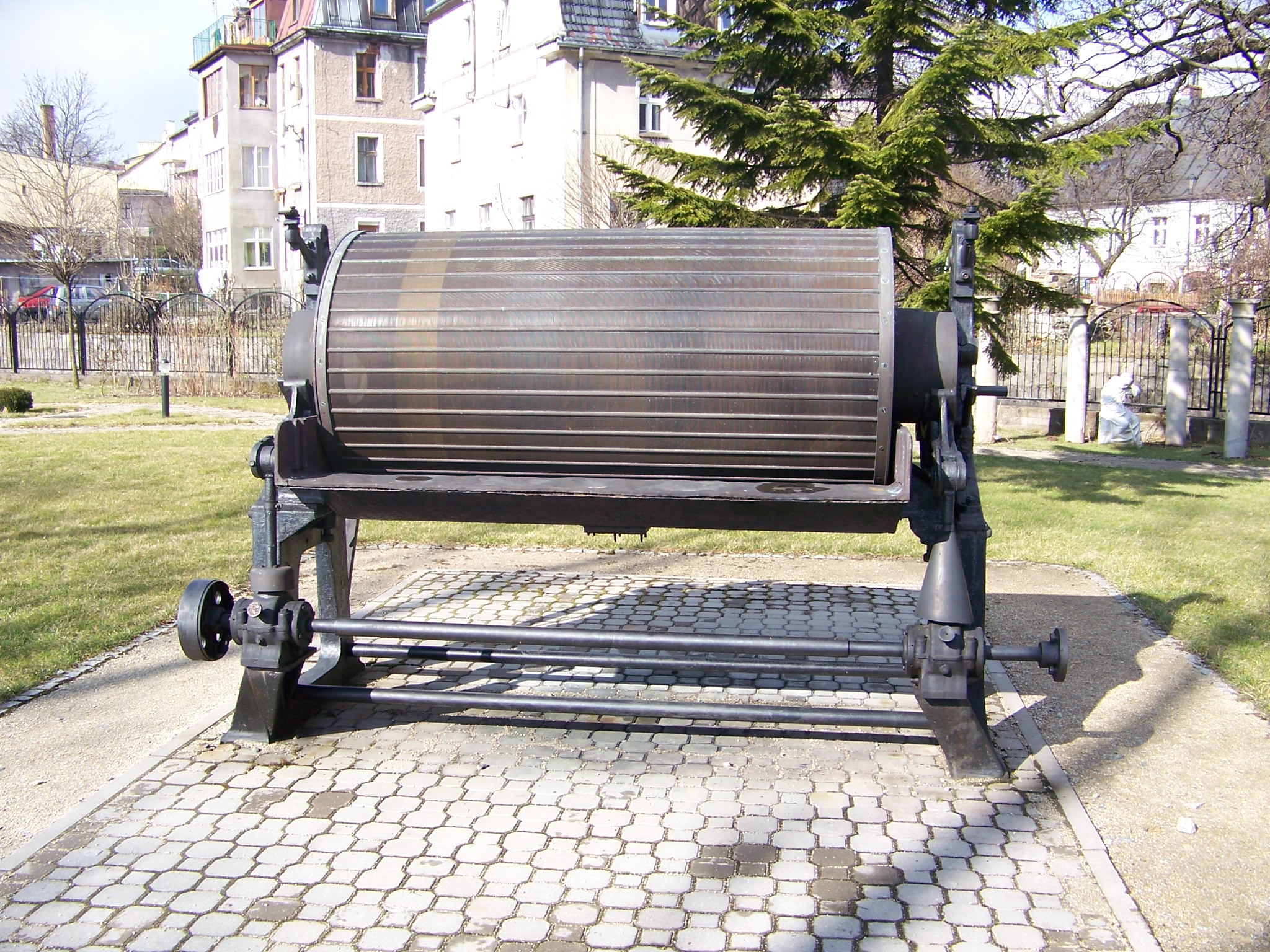